# Stephanie Wilson
Stephanie Diana Wilson (Boston, Massachusetts, 27 de septiembre de 1966) es una astronauta estadounidense. Wilson participó en las misiones STS-121, STS-120 y STS-131.

## Vida y educación
Stephanie Wilson nació en Boston, Massachusetts, el 27 de septiembre de 1966. Aproximadamente un año después, sus padres, Eugene y Barbara Wilson, decidieron mudarse a Pittsfield, Massachusetts. Eugene, nativo de Nesmith, Carolina del Sur, usó su entrenamiento en electrónica de su tiempo en la Marina para obtener un título de la Universidad Northeastern y una larga carrera en ingeniería eléctrica para Raytheon, Sprague Electric y Lockheed Martin, mientras Barbara, del condado de Talbot, Georgia , trabajaba como asistente de producción para Lockheed Martin. Después de asistir a Stearns Elementary School, asistió a Crosby Junior High School. Para una clase de concientización profesional en la escuela secundaria, Wilson fue asignado para entrevistar a alguien en un campo que le interesaba. Como le gustaba mirar al cielo, entrevistó al astrónomo de Williams College Jay Pasachoff, aclarando su potencial interés profesional en el espacio. En la escuela secundaria, Eugene alentó a Stephanie a estudiar ingeniería, por lo que decidió convertirse en ingeniera aeroespacial. Wilson se graduó de Taconic High School, Pittsfield, Massachusetts, en 1984. Asistió a la Universidad de Harvard, donde recibió una licenciatura en ciencias de la ingeniería en 1988. Wilson obtuvo una maestría en ingeniería aeroespacial de la Universidad de Texas en 1992. Wilson ha regresado a Harvard como miembro de la Junta de Supervisores de Harvard. Ella era la Mariscal en Jefe para el 362 ° comienzo de Harvard el 30 de mayo de 2013.

## Carrera
Wilson trabajó durante dos años para el antiguo Grupo de Astronáutica Martin Marietta en Denver, Colorado. Como ingeniero de cargas y dinámicas para el cohete Titan IV, Wilson fue responsable de realizar análisis de cargas acopladas para el vehículo de lanzamiento y cargas durante los eventos de vuelo. Wilson dejó a Martin Marietta en 1990 para asistir a una escuela de posgrado en la Universidad de Texas. Su investigación se centró en el control y modelado de estructuras espaciales grandes y flexibles.
Después de completar su trabajo de posgrado, Wilson comenzó a trabajar para el Laboratorio de Propulsión a Chorro en Pasadena, California, en 1992. Como miembro del Subsistema de Control de Actitud y Articulación para la nave espacial Galileo, Wilson fue responsable de evaluar el rendimiento del controlador de actitud, la plataforma científica precisión de puntería, precisión de puntería de antena y precisión de velocidad de giro. También trabajó en las áreas de desarrollo de secuencia y pruebas. Mientras estuvo en el Laboratorio de Propulsión a Chorro, Wilson también apoyó el Programa de Tecnología de Interferometría como miembro del Equipo de Modelado Integrado, que fue responsable del modelado de elementos finitos, el diseño del controlador y el desarrollo de software.

## Galería de imágenes

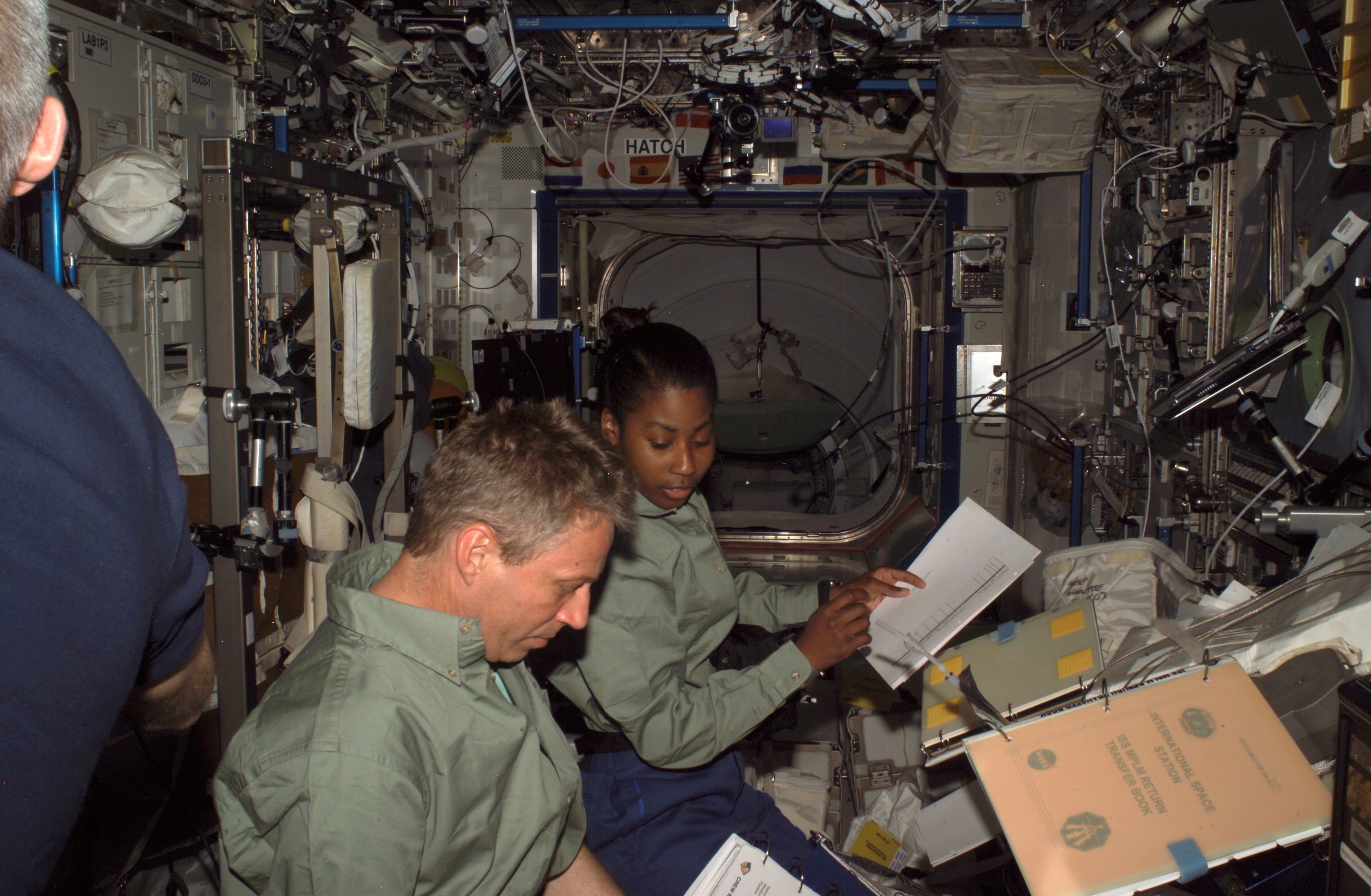
Wilson en el laboratorio de EE. UU. Durante STS-121
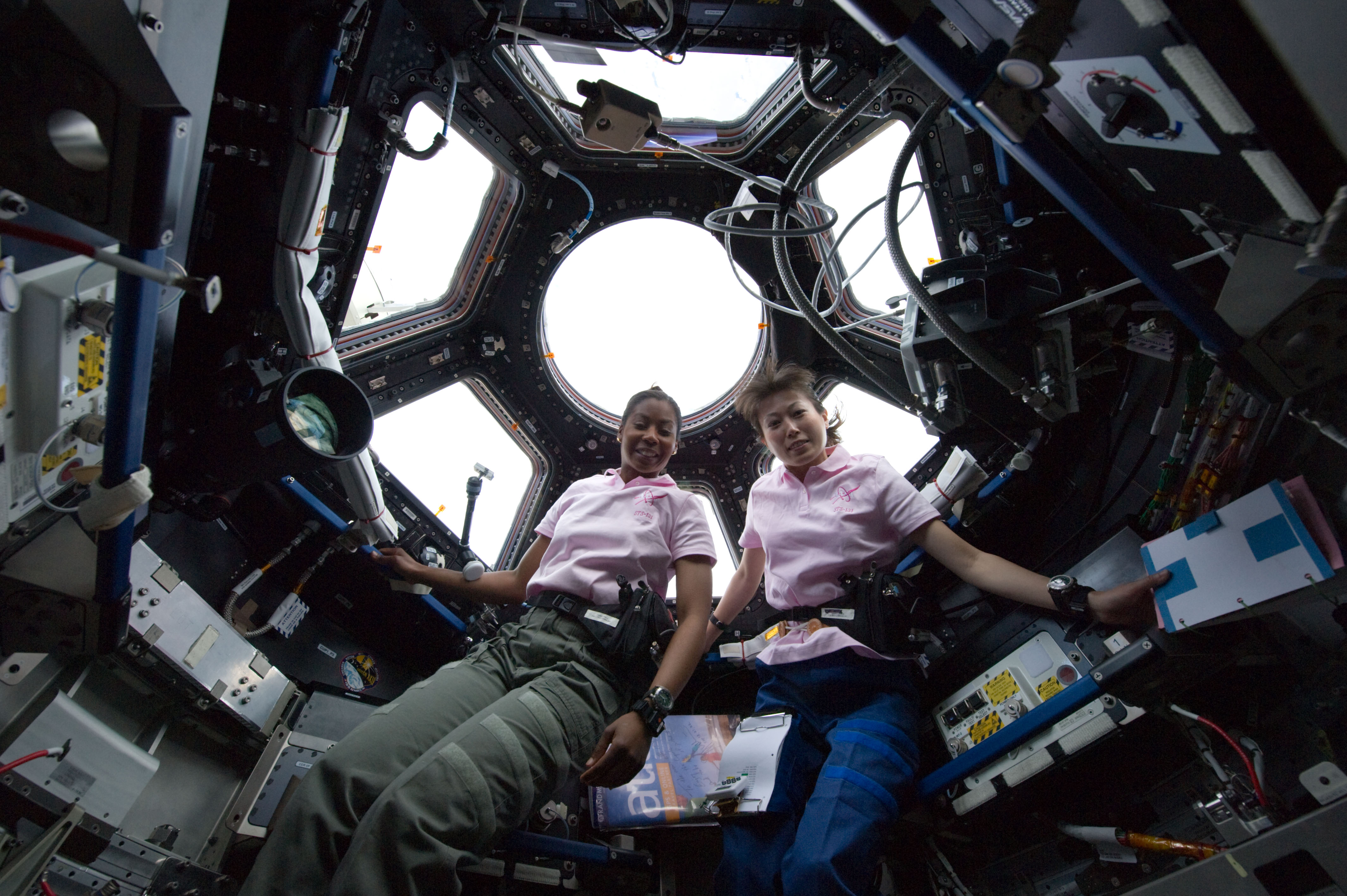
Stephanie Wilson in the Cupola during STS-131, with JAXA astronaut Naoko Yamazaki
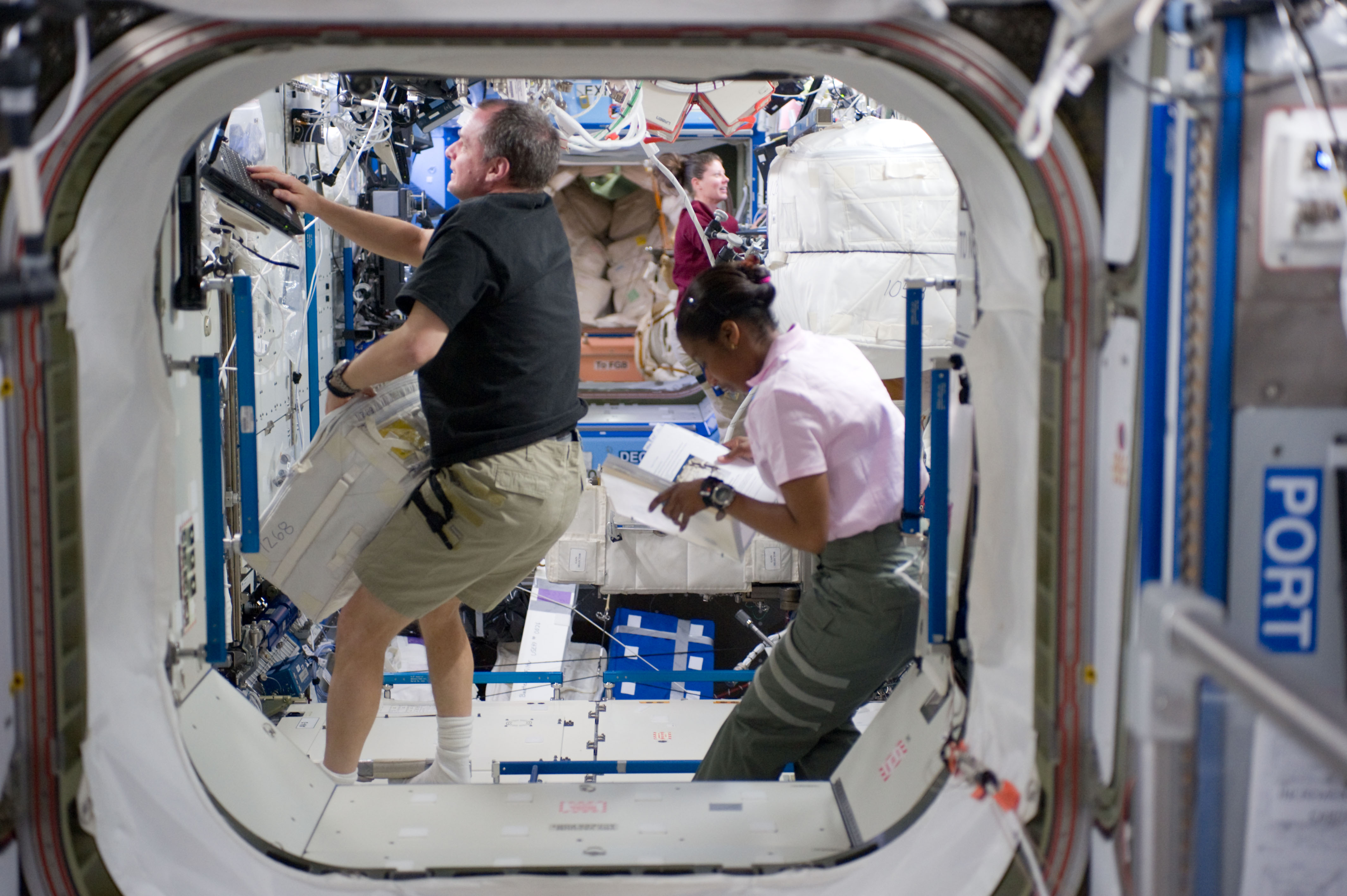
Wilson en el laboratorio de EE. UU., resolviendo los planos técnicos
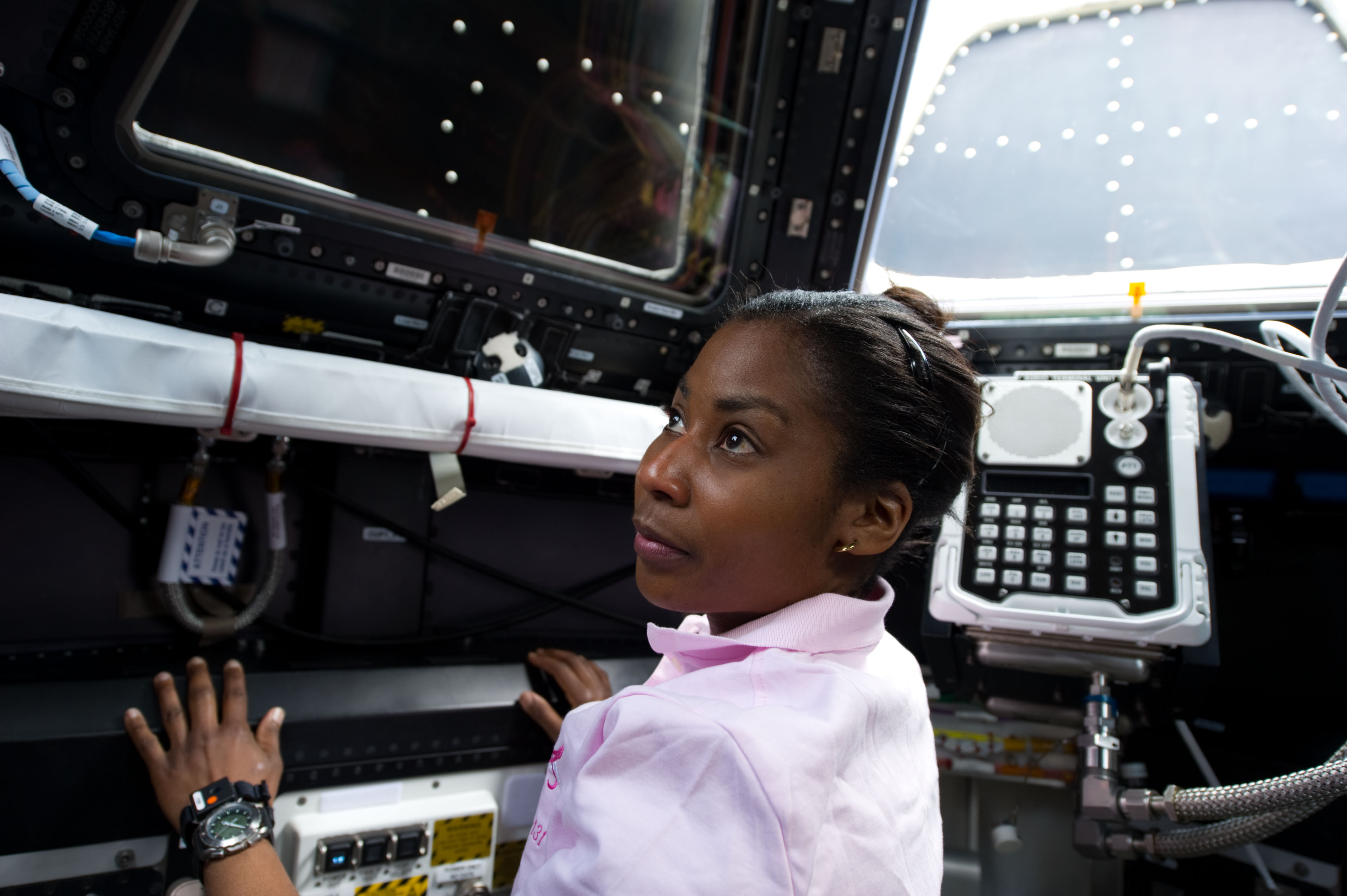
Observing the condition of the protective shutters in the cupola during STS-131
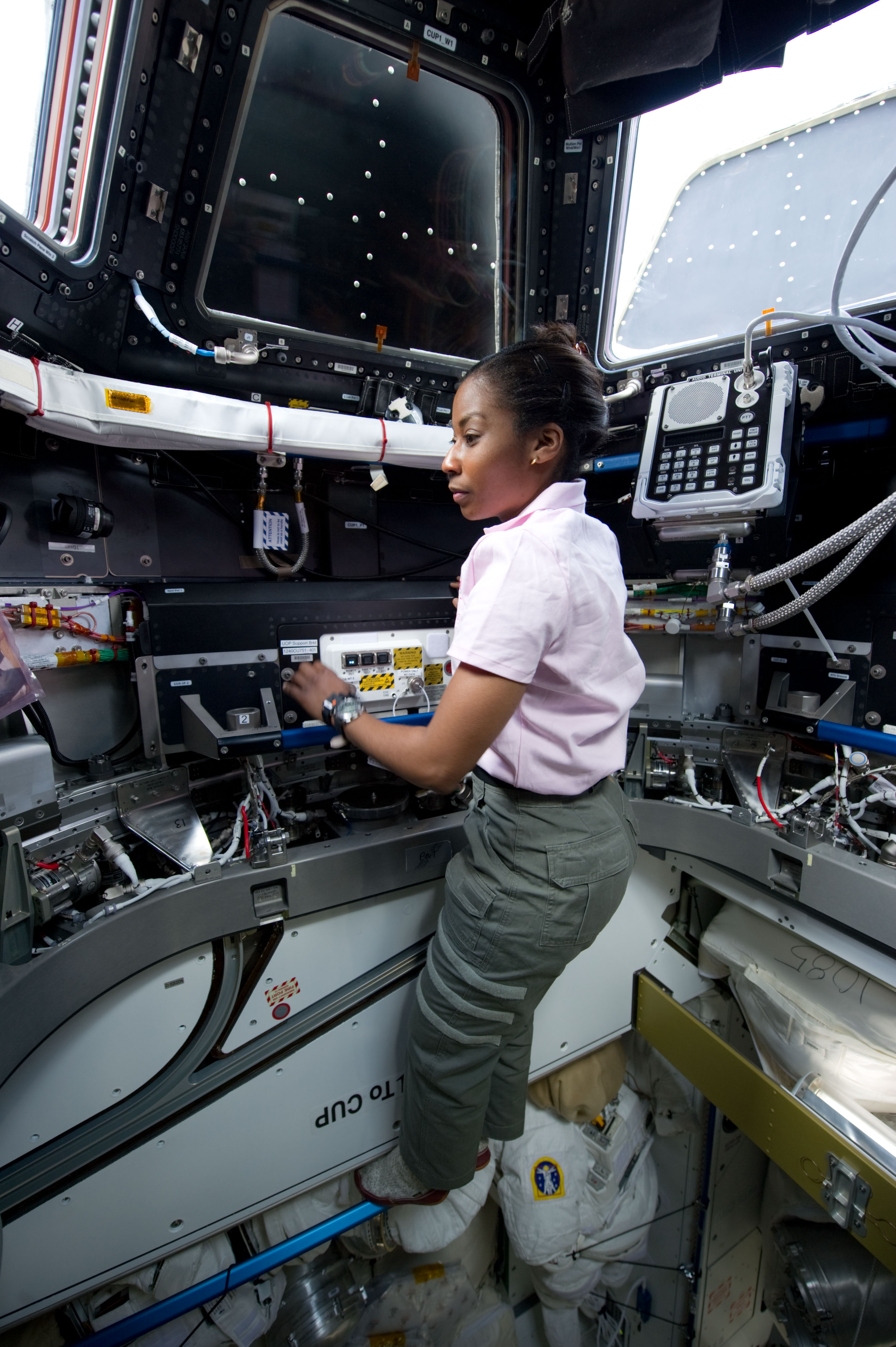
Stephanie se relaja con música en la Cúpula durante STS-131
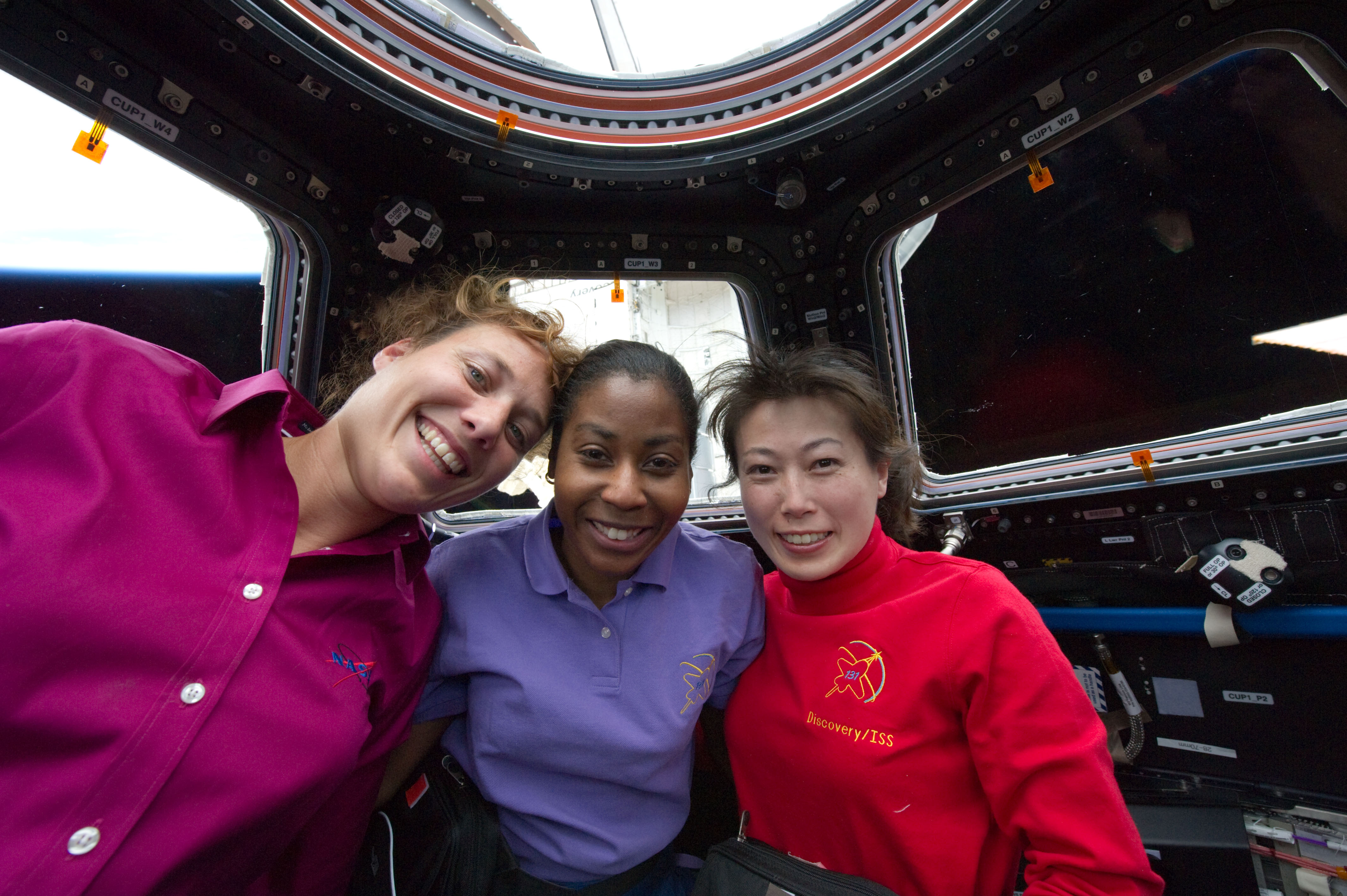
Group photo with Naoko Yamazaki and Dorothy Metcalf-Lindenburger
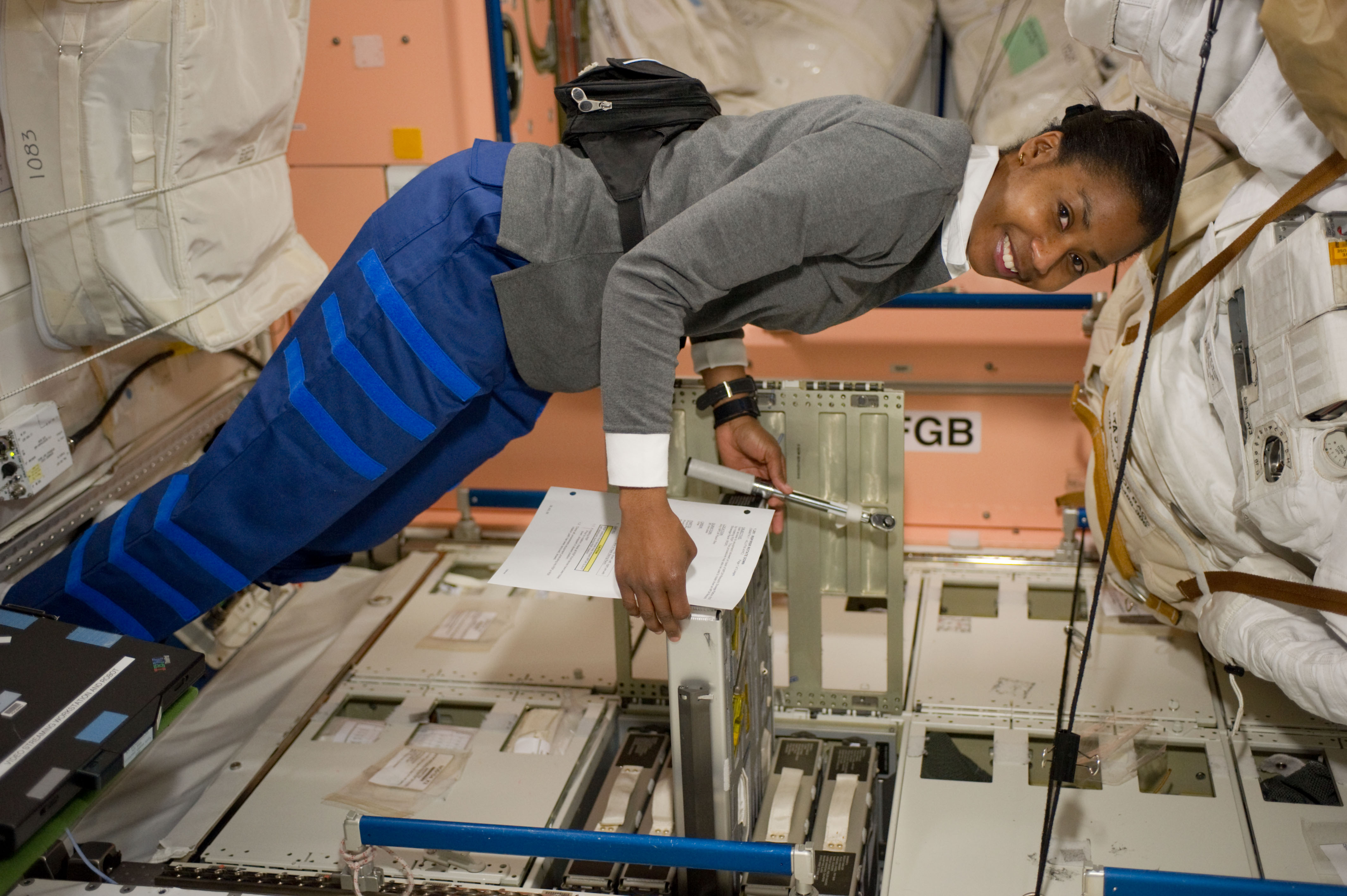
Wilson in Node 1
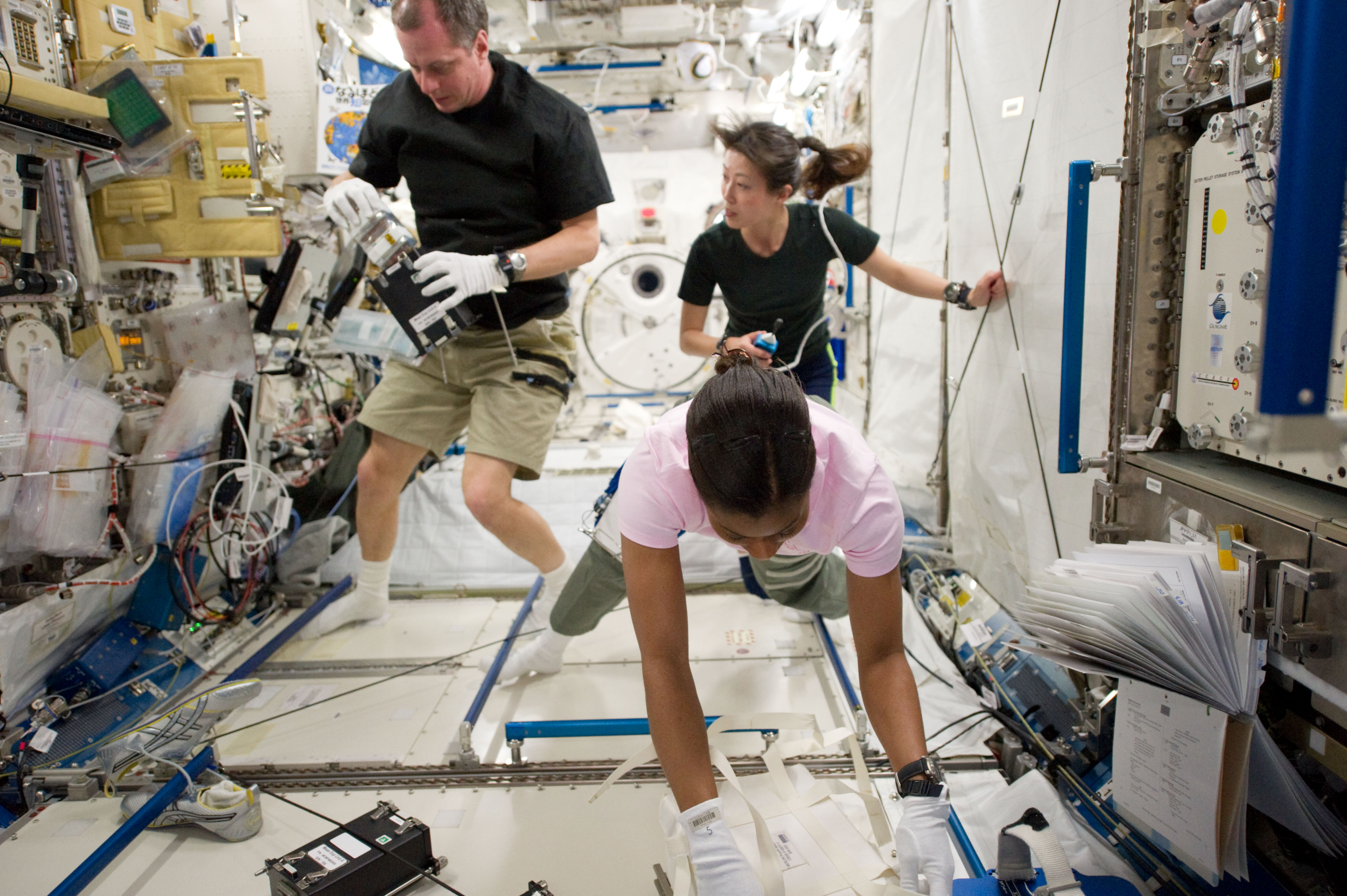
Inside the Japanese Experiment Module
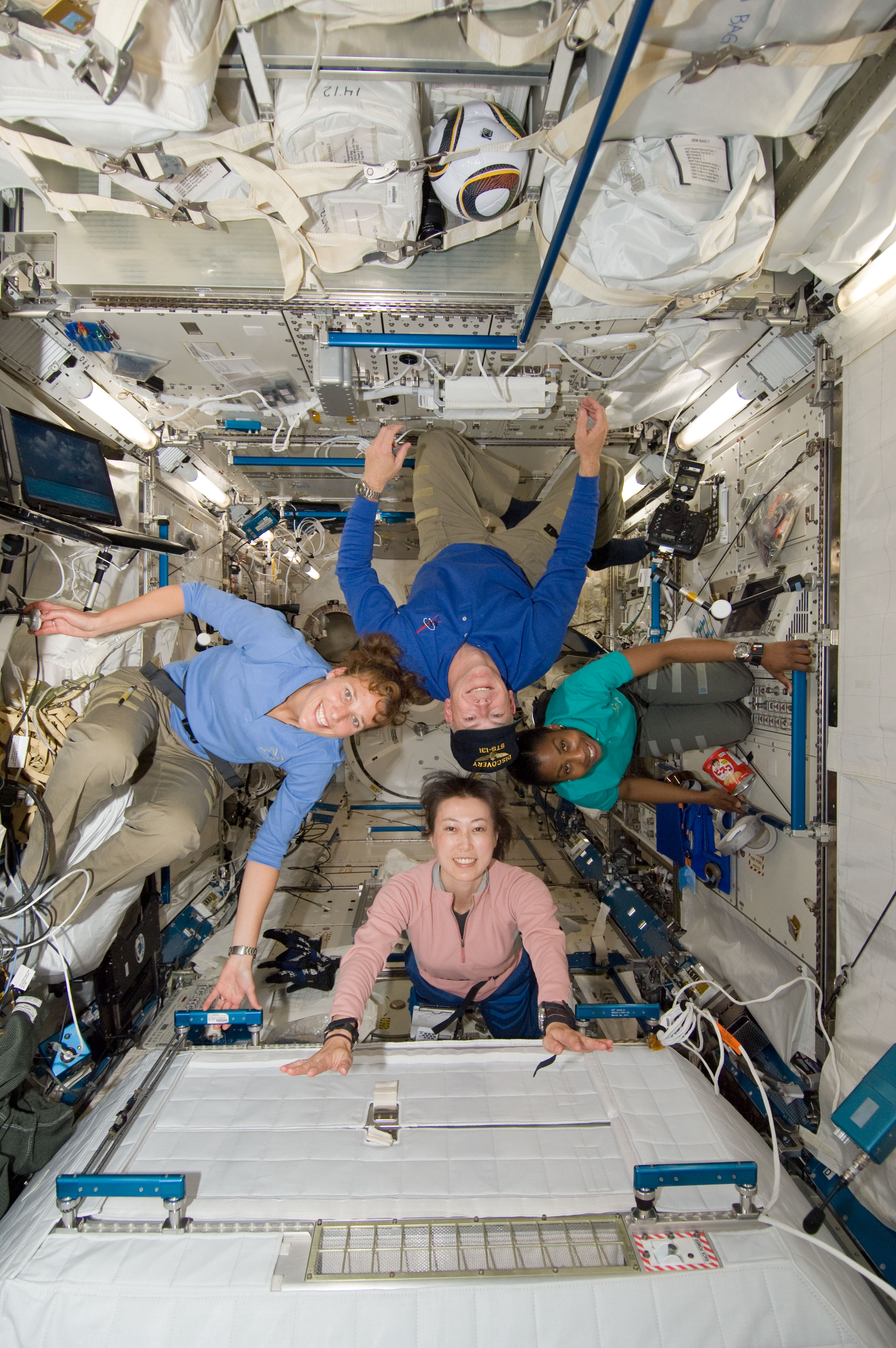
STS-131 tripulación jugando durante su tiempo libre en el trabajo
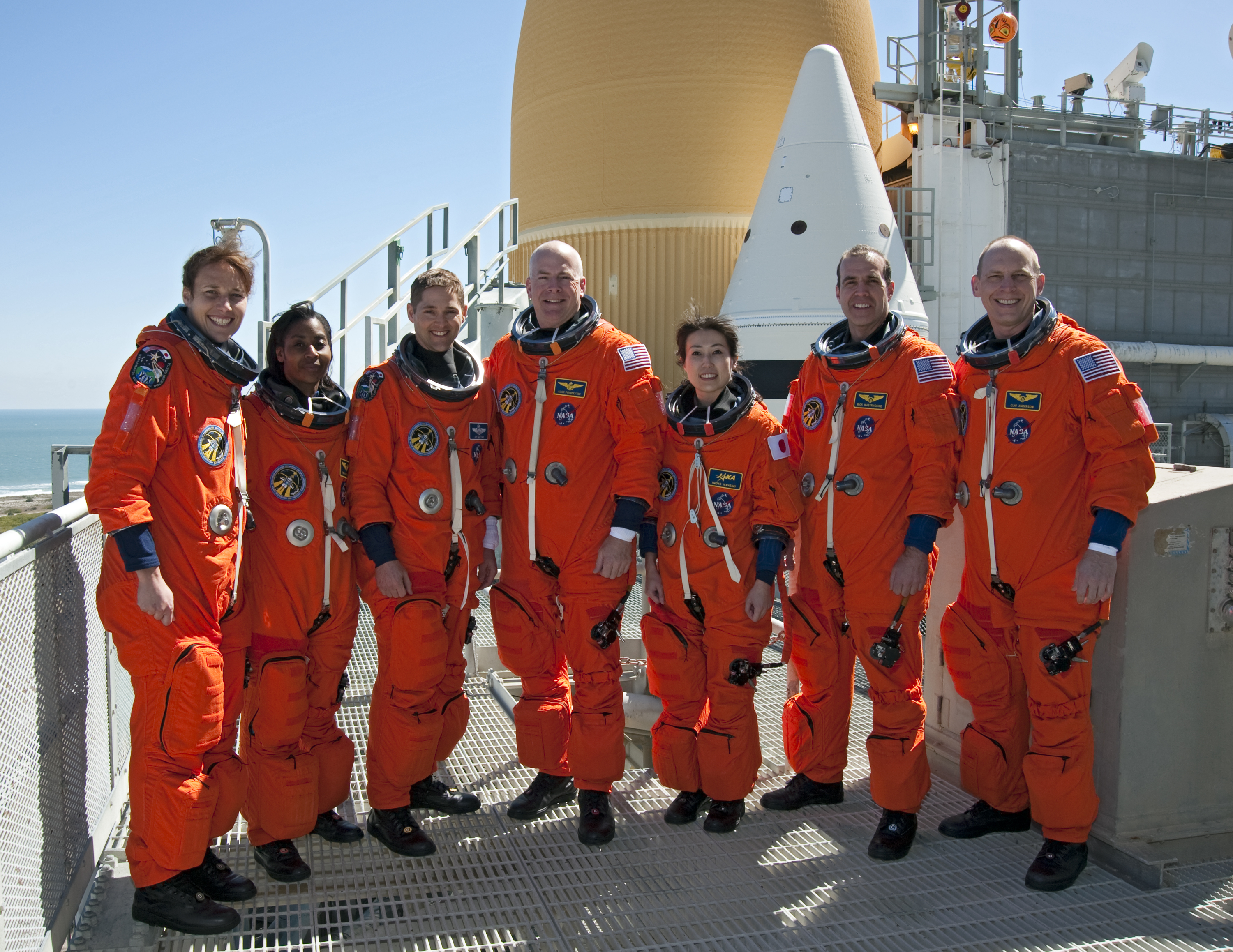
Atop the launch pad tower for STS-131
- Mission highlights